# Tripp Schwenk
William Douglas „Tripp“ Schwenk III (* 17. Juni 1971 in Sarasota, Florida) ist ein ehemaliger Schwimmer aus den Vereinigten Staaten, der je eine olympische Gold- und Silbermedaille erhielt. Bei Weltmeisterschaften auf der 25-Meter-Bahn erschwamm er drei Goldmedaillen. Hinzu kam eine Silbermedaille bei Panamerikanischen Spielen.

## Karriere
Tripp Schwenk war ein Spezialist im Rückenschwimmen. Er schwamm für den YMCA in seiner Heimatstadt Sarasota. Während seines Studiums an der University of Tennessee gewann er 1992 einen Meistertitel der National Collegiate Athletic Association. Bei der Universiade 1991 in Sheffield siegte Schwenk über 200 Meter Rücken und belegte über 100 Meter Rücken den zweiten Platz hinter dem Kanadier Deke Botsford. Einen zweiten Titel erhielt er mit der Lagenstaffel. Im Jahr darauf trat Schwenk bei den Olympischen Spielen 1992 in Barcelona über 200 Meter Rücken an und belegte als bester Amerikaner den fünften Platz mit 0,33 Sekunden Rückstand auf den Gewinner der Bronzemedaille.
Im Juli 1993 fand in Buffalo die Sommer-Universiade 1993 statt. Schwenk siegte mit der Lagenstaffel. Über 100 Meter Rücken wurde er Zweiter hinter dem Kubaner Rodolfo Falcón. Falcón gewann auch über 200 Meter Rücken, hier wurde Schwenk Dritter hinter dem Italiener Emanuele Merisi. Im August 1993 fanden in Kōbe die Pan Pacific Swimming Championships statt. Schwenk wurde über 200 Meter Rücken Zweiter hinter seinem Landsmann Royce Sharp. Im Dezember 1993 fanden in Palma de Mallorca die Kurzbahnweltmeisterschaften 1993 statt. Schwenk siegte über beide Rückenstrecken. Die Lagenstaffel mit Tripp Schwenk, Seth Van Neerden, Mark Henderson und Jon Olsen schwamm in 3:32,57 Minuten einen neuen Weltrekord für die 25-Meter-Bahn und gewann mit über vier Sekunden Vorsprung vor den Spaniern.
Im März 1995 fanden in Mar del Plata die Panamerikanischen Spiele 1995 statt. Schwenk erhielt über 100 Meter Rücken die Silbermedaille hinter seinem Landsmann Jeff Rouse. Im August 1995 bei den Pan Pacific Swimming Championships in Atlanta erkämpfte Schwenk über 100 Meter Rücken erneut Silber hinter Jeff Rouse. Über 200 Meter Rücken siegte er vor seinem Landsmann Tom Dolan. 1996 bei den Olympischen Spielen in Atlanta wurde Schwenk Fünfter über 100 Meter Rücken mit 0,28 Sekunden Rückstand auf den Dritten. Über 200 Meter Rücken gelang den Schwimmern aus den Vereinigten Staaten ein Doppelsieg. Brad Bridgewater siegte mit 0,45 Sekunden Vorsprung vor Tripp Schwenk. In der Lagenstaffel qualifizierten sich Tripp Schwenk, Kurt Grote, John Hargis und Josh Davis mit der schnellsten Zeit für das Finale. Im Finale schwammen dann Jeff Rouse, Jeremy Linn, Mark Henderson und Gary Hall junior zur Goldmedaille in Weltrekordzeit. Alle acht eingesetzten Schwimmer erhielten eine Goldmedaille.
Tripp Schwenk kehrte nach seinem Studium zurück nach Sarasota und wurde dort Polizeioffizier bei einer Hundestaffel.